# 山名豊之
山名 豊之（やまな とよゆき）は、室町時代の守護大名。伯耆守護。

## 生涯
山名教之の嫡男として生まれる。元服時に山名本家当主・山名持豊（宗全）より偏諱（｢豊｣の字）を受けて豊之と名乗る。
家督を継いだ時期は不明だが享徳2年（1453年）7月に「屋形六郎」と見えることからこの頃には家督を継いでいたと思われる。しかし、実際は父の指導下に置かれており、守護として活躍したと言うより室町幕府8代将軍足利義政の御供衆として人生の大半を京都において過ごした。ただ、段階的に守護権力の移譲が行われていたようで寛正2年（1461年）8月には因幡守護である弟の豊氏の但馬聚慶軒領因幡国味和郷遵行について幕府が意見を述べさせている。
『応仁記』によれば応仁元年（1467年）1月には本家当主・山名宗全によって父と子の政之と共に京都に招集されている。文明元年（1469年）頃に伯耆へ下向、応仁の乱などによる国内の混乱の収拾を行うも失敗し、文明3年（1471年）9月に由良島において殺害された。「故総州太守源公持房景龍院殿高門常誉禅門行状」という史料には「司農（豊之）為逆臣所弑」と記されており、謀反により殺害されたことが判明している。
また、豊之の殺害から3日後に伯耆勢を主力とした出雲遠征軍が京極氏に大敗されせられていること、年次は不明ながら因幡守護である山名豊氏が不慮の戦死を遂げて直後に因幡守護家の重臣が東軍に寝返っていることを示す史料の存在が指摘されたことにより、豊之の殺害と豊氏の戦死の関係性を指摘する研究者もいる。
若干古い関係書籍では文明5年（1473年）の父の死後に守護職を継いだと記されているが、現在では史料等の研究により豊之の死が教之に先行することが明らかになっている。